# Кордова (Нью-Мексико)
Кордова (англ. Cordova) — переписна місцевість (CDP) в США, в окрузі Ріо-Арріба штату Нью-Мексико. Населення — 380 осіб (2020).

## Географія
Кордова розташована за координатами 36°0′46″ пн. ш. 105°51′24″ зх. д. / 36.01278° пн. ш. 105.85667° зх. д. (36.012736, -105.856657).  За даними Бюро перепису населення США в 2010 році переписна місцевість мала площу 4,32 км², уся площа — суходіл.

## Демографія
Згідно з переписом 2010 року, у переписній місцевості мешкало 414 осіб у 167 домогосподарствах у складі 107 родин. Густота населення становила 96 осіб/км².  Було 200 помешкань (46/км²).
Расовий склад населення:
| - 50,7 % — білих - 0,2 % — корінних американців - 44,0 % — осіб інших рас |

До двох чи більше рас належало 5,1 %. Частка іспаномовних становила 96,1 % від усіх жителів.
За віковим діапазоном населення розподілялося таким чином: 14,7 % — особи молодші 18 років, 69,4 % — особи у віці 18—64 років, 15,9 % — особи у віці 65 років та старші. Медіана віку мешканця становила 46,1 року. На 100 осіб жіночої статі у переписній місцевості припадало 88,2 чоловіків;  на 100 жінок у віці від 18 років та старших — 96,1 чоловіків також старших 18 років.
Середній дохід на одне домашнє господарство  становив 31 614 долари США (медіана — 20 915), а середній дохід на одну сім'ю — 34 810 доларів (медіана — 21 677). За межею бідності перебувало 18,0 % осіб, у тому числі 100,0 % дітей у віці до 18 років та 20,7 % осіб у віці 65 років та старших.
Цивільне працевлаштоване населення становило 114 особи. Основні галузі зайнятості: публічна адміністрація — 26,3 %, науковці, спеціалісти, менеджери — 21,1 %, мистецтво, розваги та відпочинок — 17,5 %, фінанси, страхування та нерухомість — 14,9 %.